# Shitterton
Shitterton es una aldea en Dorset, Inglaterra. 

## Ubicación

Cabañas tradicionales con techo de paja, Shitterton

Shitterton está ubicado en el borde occidental del pueblo de Bere Regis en el distrito de Dorset de Dorset, Inglaterra, cerca del cruce de las carreteras principales A31 y A35.
La aldea tiene alrededor de 50 hogares. , Shitterton aún conserva una amplia selección de edificios más antiguos, predominantemente con techo de paja . Nikolaus Pevsner describe la aldea como "la mejor parte" de Bere Regis, con sus edificios formando "[su] propia pequeña calle" que conduce a la Granja Shitterton del siglo XVIII con techo de paja.
Ian Ventham, presidente del consejo parroquial, la definió como «una aldea rural perfecta con cabañas con techo de paja y en la idílica campiña de Dorset».

## Nombre

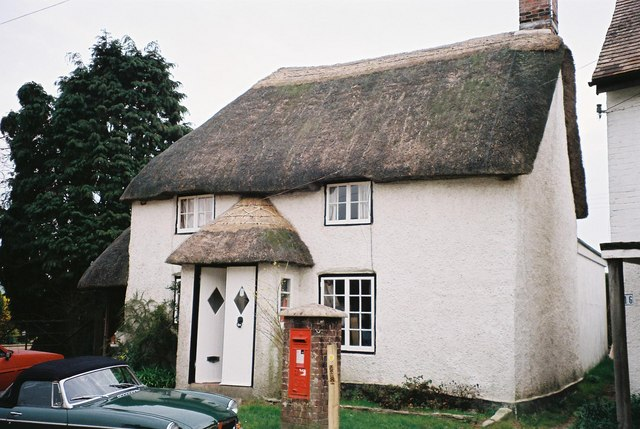
Casita con techo de paja y buzón de correos

El nombre  de la aldea se remonta al menos 1.000 años a la época anglosajona . 
Fue registrado en el Libro de Domesday de 1086 como Scatera o Scetra, una traducción francesa normanda de un nombre en inglés antiguo derivado de la palabra scite, que significa estiércol. Esta palabra se convirtió en schitte en inglés medio y en shit en inglés moderno. El nombre alude al arroyo que divide en dos la aldea, que parece haber sido llamado Shiter o Shitter, o "arroyo utilizado como retrete". Por lo tanto, el topónimo significa algo así como "granja en el arroyo utilizada como alcantarillado abierto". 
Se ha registrado en una serie de variantes a lo largo de los siglos, incluidos
- Schitereston (1285)

- Shyterton (1332),

- Chiterton (1456)

- Shetterton (1687).[5]

Durante el siglo XIX, los victorianos intentaron cambiar el nombre de la aldea como Sitterton . El nombre no se mantuvo, aunque persiste en algunos nombres de casas y calles, como Sitterton Close y Sitterton House. 
En 2012, Shitterton fue votado como "el peor topónimo de Gran Bretaña" en una encuesta realizada por el sitio web de genealogía Find My Past, superando. También obtuvo el noveno lugar en la lista de topónimos en Rude Britain: The 100 Rudest Place Names in Britain .

## Robo de letrero
El nombre de la aldea ha provocado que su letrero sea robado repetidamente , lo que requiere la adquisición de costosos reemplazos cada vez, ante la creciente renuencia del consejo local. Como dijo Ian Ventham, presidente del Consejo Parroquial de Bere Regis:
 

Every two or three years somebody comes along and nicks our sign because, clearly, Shitterton is amusing. We think it was kids who would like to have it stuck on the wall in a den somewhere. I don't think it was malicious, they just did it for fun, but it was exasperating for us. We would get a nice new shiny sign from the council and five minutes later, it was gone.

En 2010, los habitantes se unieron para comprar un bloque de piedra de 1,5 toneladas para colocarlo en la entrada de Shitterton, tallado con el nombre de la aldea. Más de la mitad de los 50 hogares aportaron £ 20 cada uno y el consejo del distrito de Purbeck contribuyó con £ 70 adicionales.  Los voluntarios contrataron un camión y una grúa para colocar la piedra, 